# 백양사 나들목

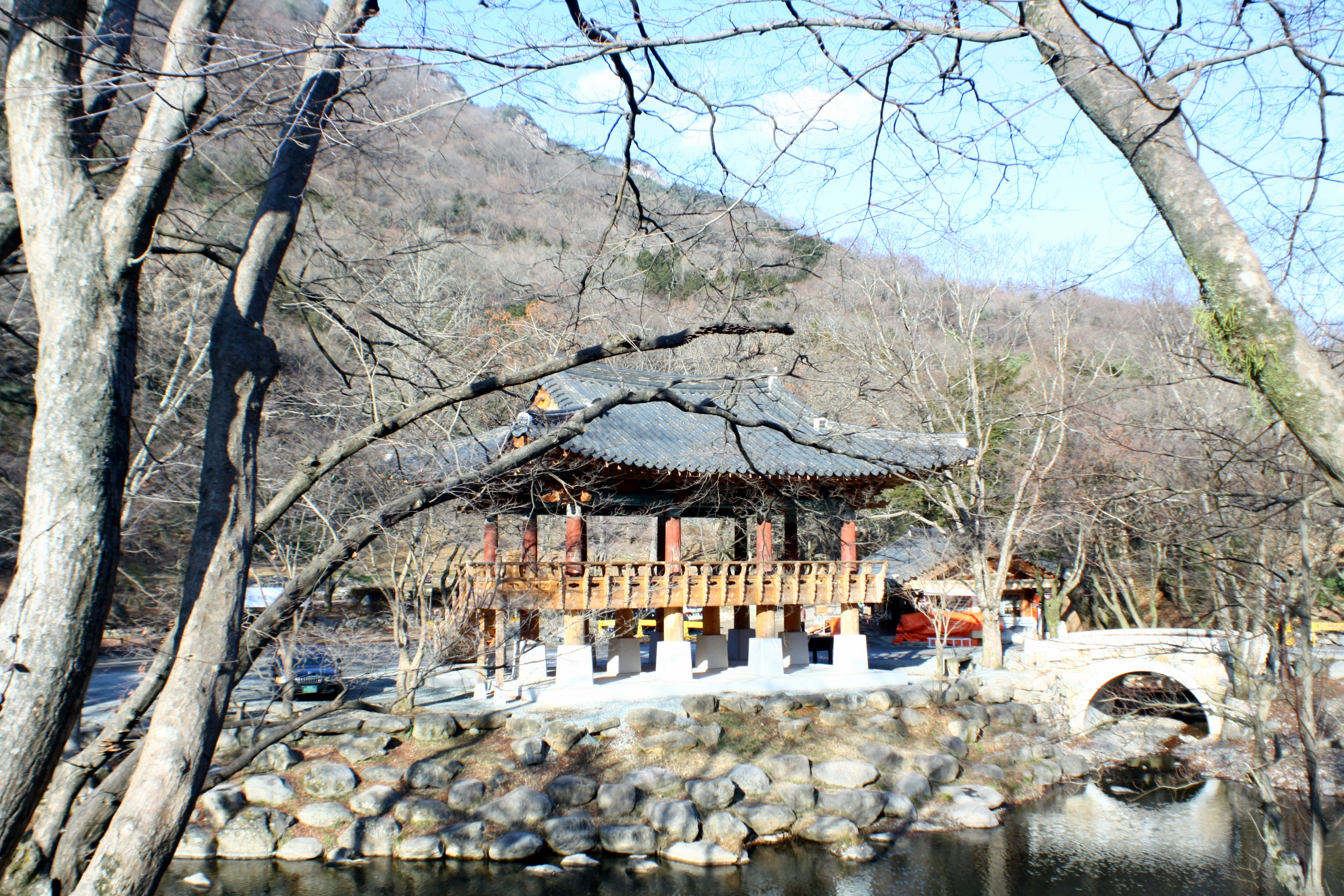
백양사 쌍계루

백양사 나들목(Baegyangsa IC)은 전라남도 장성군 북이면 사거리, 신평리, 신월리에 걸쳐 있는 호남고속도로의 18번 교차로이다. 인근에 백양사, 호남선 백양사역이 있다.
호남고속도로 선형 개량 공사로 인해, 2009년 10월 25일에 나들목이 원래의 위치에서 약간 남쪽으로 이설되었다.

## 연혁
- 1973년 11월 14일 : 호남고속도로 전주 ~ 순천 구간 개통과 함께 통행 개시[1]
- 2007년 3월 19일 : 2009년까지 호남고속도로 전라남도 장성군 북이면 구간 선형개량 공사로 인해 장성군 도시계획시설 교통광장에 북이면 사거리 일원을 백양사 나들목으로 고시[2]

## 구조물 정보
- 위치: 전라남도 장성군 북이면 사거리, 신평리, 신월리
- 영업소: 전라남도 장성군 북이면 호남고속도로 111

## 접속하는 도로
- 방장로 (국가지원지방도 제15호선, 국가지원지방도 제49호선)
- 간접 연결 : 국도 제1호선 (갈재로, 백양로, 백양역사거리 이용), 지방도 제735호선 (봉암로, 사가삼거리 이용)

## 교통량 정보
| 요금소          | 통행량 (대/일) | 통행량 (대/일) | 통행량 (대/일) | 통행량 (대/일) | 통행량 (대/일) | 통행량 (대/일) | 통행량 (대/일) | 통행량 (대/일) | 통행량 (대/일) | 통행량 (대/일) | 각주  |
| 요금소          | 2001년         | 2002년         | 2003년         | 2004년         | 2005년         | 2006년         | 2007년         | 2008년         | 2009년         | 2010년         | 각주  |
| --------------- | -------------- | -------------- | -------------- | -------------- | -------------- | -------------- | -------------- | -------------- | -------------- | -------------- | ----- |
| 백양사 (폐쇄식) | 2,033          | 2,243          | 2,274          | 2,135          | 2,144          | 2,255          | 2,401          | 1,565          | 1,454          | 1,428          | [ 3 ] |
| 요금소          | 2011년         | 2012년         | 2013년         | 2014년         | 2015년         | 2016년         | 2017년         | 2018년         | 2019년         |                | [ 3 ] |
| 백양사 (폐쇄식) | 1,479          | 1,496          | 1,464          | 1,429          | 1,459          | 1,357          | 1,242          | 1,190          | 1,225          |                | [ 3 ] |